# Zezé Di Camargo & Luciano (álbum de 1999)
Zezé Di Camargo & Luciano é o décimo álbum de estúdio da dupla brasileira de música sertaneja Zezé Di Camargo & Luciano, lançado em 1999 pela Columbia Records e Sony Music. 
O álbum teve como sucessos as canções "Pare!", "Será que Foi Saudade?" e "Amor Selvagem". O álbum chegou a mais de 1 milhão de cópias vendidas em todo o Brasil e conquistou o disco de diamante da ABPD.
A faixa "Chega" foi lançada como single em 2008, recebendo nova roupagem com os arranjos da banda KLB. A canção "Eu Nasci Pra Amar Você" foi lançada no ano seguinte no primeiro álbum de Wanessa Camargo, Wanessa Camargo. "Fui Homem Demais", composição de Zezé Di Camargo, foi gravada originalmente em 1991 por João Mineiro & Marciano.

## Lista de faixas
| N.º | Título                                                    | Compositor(es)                                                                 | Duração |  |
| 1.  | "Pare!"                                                   | César Augusto Piska                                                            | 4:10    |  |
| 2.  | "Será que Foi Saudade?"                                   | Zezé Di Camargo                                                                | 4:12    |  |
| 3.  | "Amor Selvagem"                                           | Zezé Di Camargo Cecílio Nena Lucas Rhobles                                     | 4:20    |  |
| 4.  | "Tá Escrito em Meu Olhar"                                 | César Augusto / Piska                                                          | 4:13    |  |
| 5.  | "Chega"                                                   | Zezé Di Camargo                                                                | 4:45    |  |
| 6.  | "Quem é Ele?"                                             | Zezé Di Camargo                                                                | 4:29    |  |
| 7.  | "Você Mudou Demais"                                       | César Augusto / Piska                                                          | 4:51    |  |
| 8.  | "Amor, pra que Bye Bye?"                                  | Carlos Randall Danimar                                                         | 4:38    |  |
| 9.  | "Eu Nasci para Amar Você" ("Born to Give My Love to You") | Mary Ann Kennedy Pam Rose Pat Bunch Zezé Di Camargo / Wanessa Camargo (versão) | 3:16    |  |
| 10. | "Irresistível"                                            | Cecílio Nena Antônio Luiz Caixote                                              | 3:43    |  |
| 11. | "Fui Homem Demais"                                        | Zezé Di Camargo                                                                | 3:38    |  |
| 12. | "Seu Melhor Presente"                                     | Tivas Lucca de Matos                                                           | 4:25    |  |
| 13. | "Indiferença em Seu Olhar"                                | Carlos Randall Danimar                                                         | 4:28    |  |
| 14. | "Saudade"                                                 | Chrystian                                                                      | 3:24    |  |
| 15. | "O Último dos Apaixonados"                                | Joel Marques Maracaí                                                           | 3:21    |  |

## Certificações
| Brasil (ABPD)                             | Diamante | 1999 | 1.000.000* |
| *número de vendas baseado na certificação |          |      |            |